# پارک ملی دره کویاهوگا
پارک ملی دره کویاهوگا (به انگلیسی: Cuyahoga Valley National Park) پارکی طبیعی در ایالت اوهایو در ایالات متحده آمریکا است.
این پارک ۱۳۴ کیلومتر مربع وسعت دارد.

## وب‌گاه‌های مربوطه
- وب‌گاه رسمی